# Zaiyi
Zaiyi, książę Duan (ur. 1856, zm. 1922) – arystokrata mandżurski, polityk schyłkowego okresu Qing.
W 1894 roku otrzymał tytuł księcia Duan (端郡王, Duān jùnwáng). W 1898 roku poparł przewrót obalający sto dni reform. Faworyt cesarzowej Cixi, mąż jej bratanicy.
Po wybuchu powstania bokserów jeden z czołowych zwolenników rebeliantów na dworze. Sprowokował wypowiedzenie przez Chiny wojny obcym mocarstwom, przedkładając Cixi sfałszowaną notę w której cudzoziemcy domagali się rzekomo uwolnienia cesarza Guangxu. W 1900 roku stanął na czele Zongli Yamen, a jego syn Pujun został wyznaczony na następcę tronu.
Po upadku powstania bokserów mocarstwa zażądały jego egzekucji. Ostatecznie na mocy edyktu cesarskiego został skazany na zesłanie do Xinjiangu. Powrócił do Pekinu w 1917 roku i spędził ostatnie lata życia jako pupil konserwatywnych polityków młodej Republiki Chińskiej.